# Station Hambos
Station Hambos is een spoorweghalte bij de kern Hambos in Tildonk, een deelgemeente van de gemeente Haacht langs spoorlijn 53 (Schellebelle - Mechelen - Leuven). Men kan er de wagen parkeren en er is een fietsstalling.

## Geschiedenis
Het station werd geopend op 5 maart 1890 door de Belgische Staatsspoorwegen.
Het station heette bij de opening Thildonck naar de gemeente waar het station in lag. In 3 augustus 1891 werd de naam veranderd naar Hambosch deze naam werd behouden tot 20 mei 1951 wanneer de spelling van de naam veranderde in Hambos.

## Treindienst
| Serie       | Treinsoort          | Route                                                    | Bijzonderheden                                              |
| ----------- | ------------------- | -------------------------------------------------------- | ----------------------------------------------------------- |
| L 2750      | L-trein (NMBS)      | Leuven – Hambos – Mechelen – Sint-Niklaas                | Rijdt in het weekend enkel tussen Mechelen en Sint-Niklaas. |
| P 7390/8390 | Piekuurtrein (NMBS) | [ Sint-Niklaas – ] / [ Dendermonde – ] Mechelen – Leuven | Rijdt alleen op werkdagen.                                  |

## Galerij

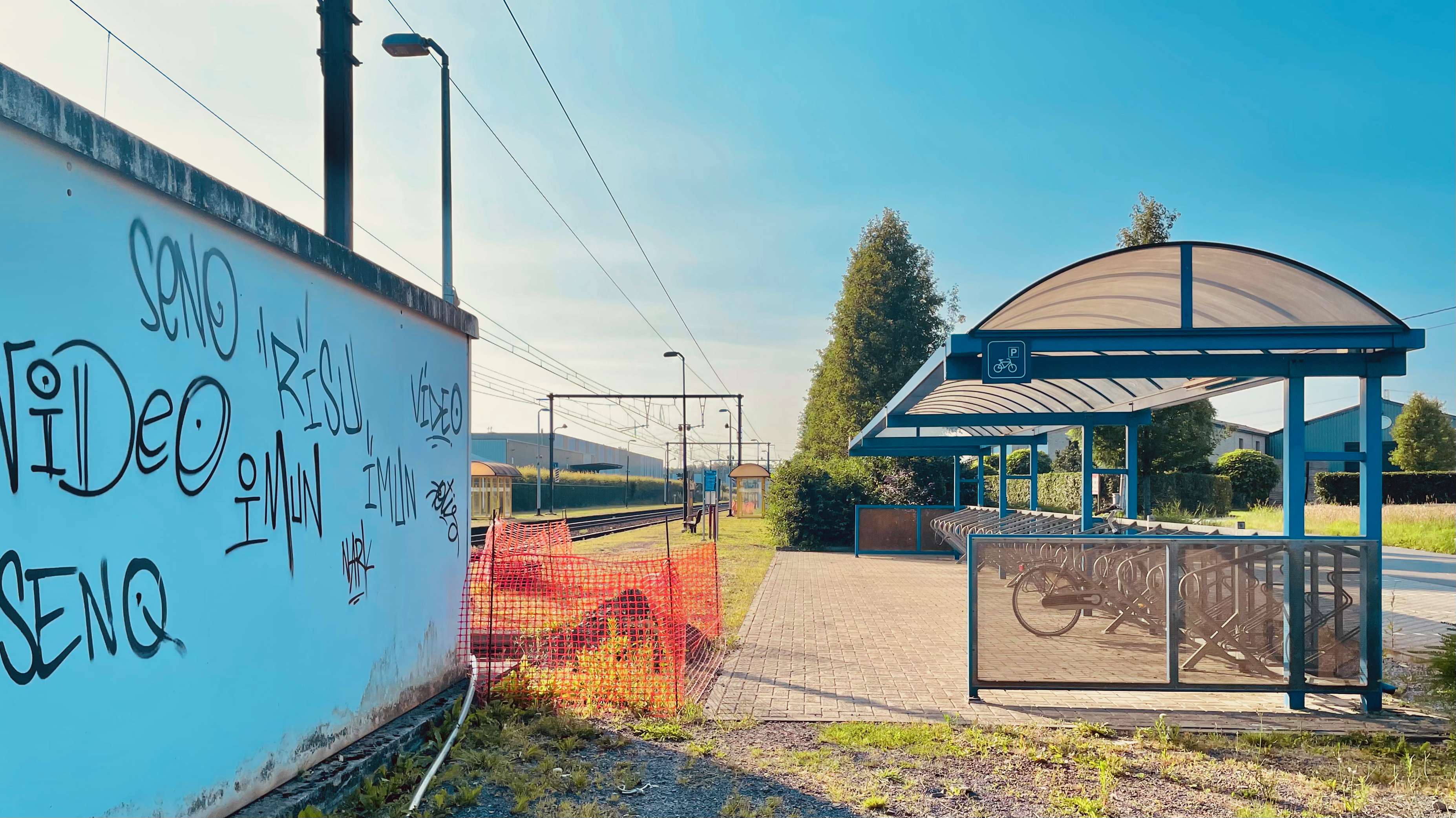
Fietsenstalling naast het perron
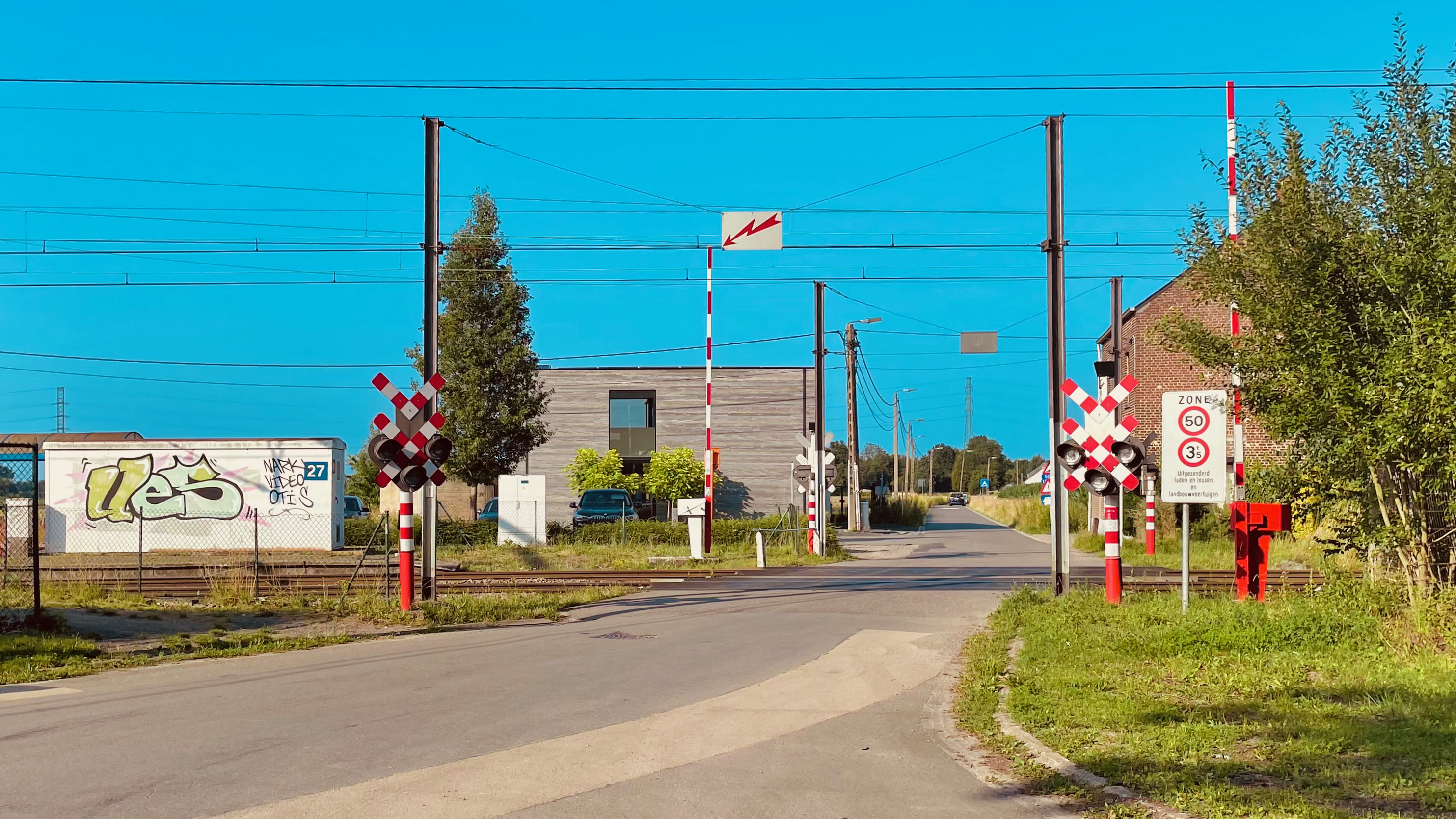
Overweg aan het station
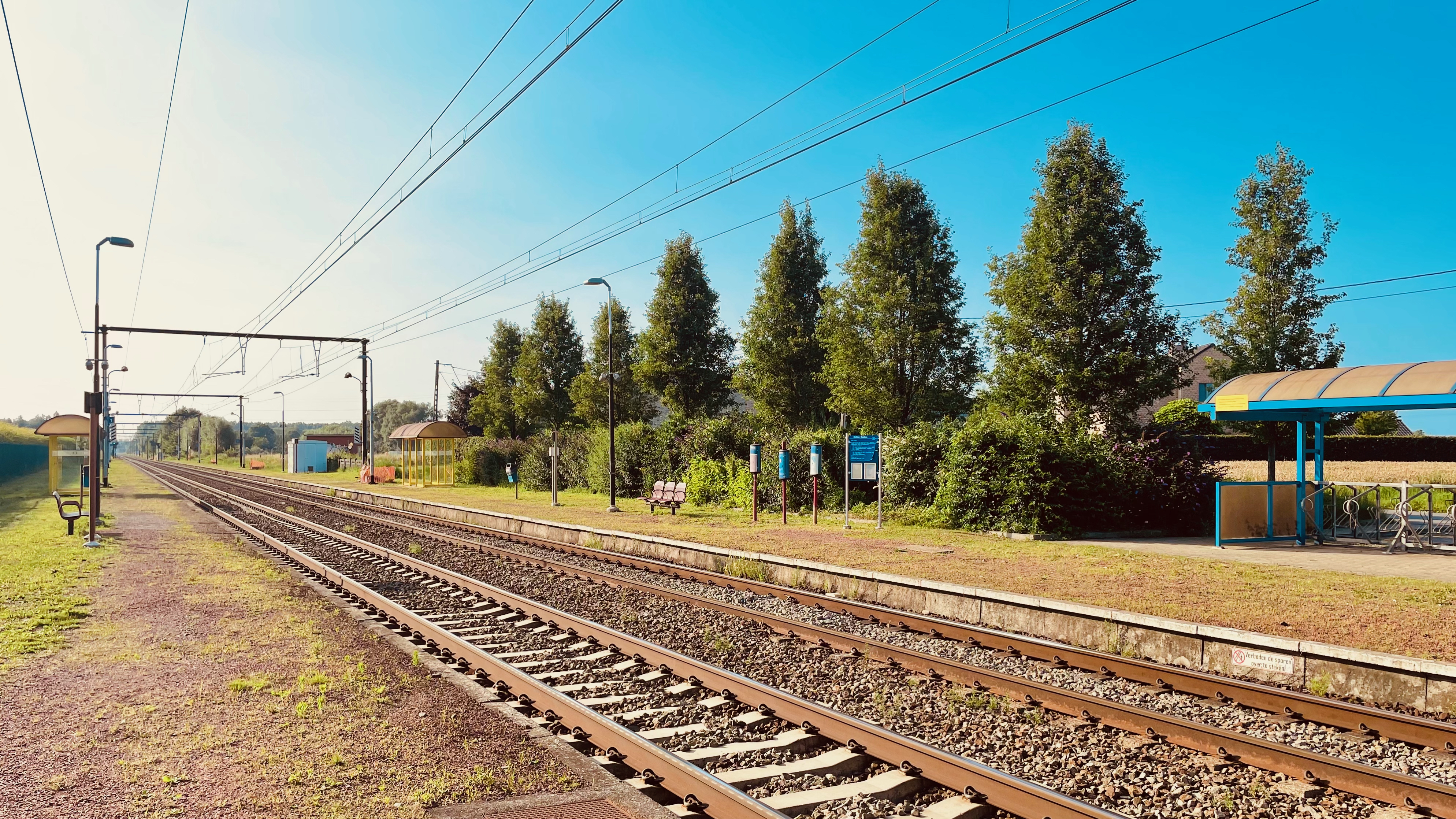
Zicht op de sporen

## Reizigerstellingen
De grafiek en tabel geven het gemiddeld aantal instappende reizigers weer op een week-, zater- en zondag.
| Tabel: aantal instappende reizigers station Hambos | Tabel: aantal instappende reizigers station Hambos | Tabel: aantal instappende reizigers station Hambos | Tabel: aantal instappende reizigers station Hambos |
|                                                    | Weekdag                                            | Zaterdag                                           | Zondag                                             |
| -------------------------------------------------- | -------------------------------------------------- | -------------------------------------------------- | -------------------------------------------------- |
| 1977                                               | 70                                                 | 6                                                  | 6                                                  |
| 1978                                               | 66                                                 | 11                                                 | 3                                                  |
| 1979                                               | 62                                                 | 8                                                  | 2                                                  |
| 1980                                               | 65                                                 | 12                                                 | 13                                                 |
| 1981                                               | 46                                                 | 11                                                 | 15                                                 |
| 1982                                               | 47                                                 | 12                                                 | 8                                                  |
| 1983                                               | 46                                                 | 10                                                 | 1                                                  |
| 1984                                               | 50                                                 | 3                                                  | 3                                                  |
| 1985                                               | 66                                                 | 5                                                  | 3                                                  |
| 1986                                               | 34                                                 | 12                                                 | 7                                                  |
| 1987                                               | 55                                                 | 6                                                  | 12                                                 |
| 1988                                               | 49                                                 | 10                                                 | 5                                                  |
| 1989                                               | 44                                                 | 7                                                  | 1                                                  |
| 1990                                               | 52                                                 | 9                                                  | 4                                                  |
| 1991                                               | 53                                                 | 6                                                  | 7                                                  |
| 1992                                               | 53                                                 | 10                                                 | 7                                                  |
| 1993                                               | 56                                                 | 9                                                  | 6                                                  |
| 1994                                               | 68                                                 | -                                                  | -                                                  |
| 1995                                               | 83                                                 | -                                                  | -                                                  |
| 1996                                               | 78                                                 | -                                                  | -                                                  |
| 1997                                               | 79                                                 | -                                                  | -                                                  |
| 1998                                               | 84                                                 | -                                                  | -                                                  |
| 1999                                               | 101                                                | -                                                  | -                                                  |
| 2000                                               | 102                                                | -                                                  | -                                                  |
| 2001                                               | 86                                                 | -                                                  | -                                                  |
| 2002                                               | 69                                                 | -                                                  | -                                                  |
| 2003                                               | 48                                                 | -                                                  | -                                                  |
| 2004                                               | 63                                                 | -                                                  | -                                                  |
| 2005                                               | 66                                                 | -                                                  | -                                                  |
| 2006                                               | 71                                                 | -                                                  | -                                                  |
| 2007                                               | 78                                                 | -                                                  | -                                                  |
| 2008                                               | -                                                  | -                                                  | -                                                  |
| 2009                                               | 69                                                 | -                                                  | -                                                  |
| 2010                                               | -                                                  | -                                                  | -                                                  |
| 2011                                               | -                                                  | -                                                  | -                                                  |
| 2012                                               | 59                                                 | -                                                  | -                                                  |
| 2013                                               | 44                                                 | -                                                  | -                                                  |
| 2014                                               | 104                                                | -                                                  | -                                                  |
| 2015                                               | 51                                                 | -                                                  | -                                                  |
| 2016                                               | 64                                                 | -                                                  | -                                                  |
| 2017                                               | 78                                                 | -                                                  | -                                                  |
| 2018                                               | 29                                                 | -                                                  | -                                                  |
| 2019                                               | 39                                                 | -                                                  | -                                                  |
| 2020                                               | 23                                                 | -                                                  | -                                                  |
| 2021                                               | -                                                  | -                                                  | -                                                  |
| 2022                                               | 47                                                 | -                                                  | -                                                  |
| 2023                                               | 37                                                 | -                                                  | -                                                  |
| 2024                                               | 41                                                 | -                                                  | -                                                  |